# Currents
| Совокупная оценка       | Совокупная оценка |
| Источник                | Оценка            |
| ----------------------- | ----------------- |
| Metacritic              | 84/100            |
| Оценки критиков         |                   |
| Источник                | Оценка            |
| AllMusic                | [ 6 ]             |
| Consequence of Sound    | A–                |
| The Guardian            | [ 8 ]             |
| The Independent         | [ 9 ]             |
| NME                     | 8/10              |
| Paste                   | 9.4/10            |
| Pitchfork               | 9.3/10            |
| Q                       | [ 5 ]             |
| Rolling Stone Australia | [ 13 ]            |
| Spin                    | 9/10              |

Currents — третий студийный альбом австралийской рок-группы Tame Impala, изданный 17 июля 2015 года на лейблах Modular (AUS), Universal (AUS), Fiction (UK/EU), Interscope (US) и Caroline (остальной мир). Лучший альбом 2015 года в Австралии.
7 декабря 2015 года был номинирован на премию «Грэмми-2016» в категории «Лучший альтернативный альбом».

## История
Currents дебютировал на первом месте в Австралии (ARIA Australian Top 50 Albums), и это первый чарттоппер группы в родной их стране.
В Великобритании альбом дебютировал на позиции № 3, став для Tame Impala первым диском в десятке лучших за всю их карьеру.
Альбом вышел 17 июля 2015 года в США. Он дебютировал на позиции № 4 в американском хит-параде Billboard 200 с тиражом 50 000 копий в первую неделю релиза, что стало высшим для группы достижением за все их годы.
Альбом получил в целом положительные отзывы музыкальной критики и интернет-изданий
.
Журнал Rolling Stone сравнил альбом Currents с диском Random Access Memories группы Daft Punk (2013), а журнал Spin назвал его «реально магическим».
Журнал Q в своём итоговом обзоре назвал Currents лучшим альбомом года.
Издание Consequence of Sound назвало альбом под № 5 по итогам всего 2015 года и также под пятым номером года он идёт у британской газеты NME. Журнал Rolling Stone поместил диск под № 13 в своём итоговом списке 50 Best Albums of 2015, указав, что в таких своих песнях как «Let It Happen», этот альбом «наполнен невесомым вокалом и синтезированным фанком, и это звучит как набор печальных дневниковых записей космонавта, уплывающего в забвение».
В январе 2025 года альбом включён в список лучших альбомов первой четверти XXI века (номер 148 в списке The 250 Greatest Albums of the 21st Century So Far).
В 2015 году на церемонии ARIA Music Awards Currents и группа Tame Impala выиграли пять наград из 6 номинаций, в том числе победили в категориях Best Rock Album и Album of the Year (а также в категориях «Лучшая группа», «Лучший звукорежиссёр» и «Лучший продюсер»).

## Список композиций
| №                   | Название                             | Длительность |
| ------------------- | ------------------------------------ | ------------ |
| 1.                  | «Let It Happen»                      | 7:46         |
| 2.                  | «Nangs»                              | 1:47         |
| 3.                  | «The Moment»                         | 4:15         |
| 4.                  | «Yes I'm Changing»                   | 4:30         |
| 5.                  | «Eventually»                         | 5:19         |
| 6.                  | «Gossip»                             | 0:55         |
| 7.                  | «The Less I Know the Better» (Видео) | 3:38         |
| 8.                  | «Past Life»                          | 3:47         |
| 9.                  | «Disciples»                          | 1:48         |
| 10.                 | «'Cause I'm a Man» (Видео)           | 4:01         |
| 11.                 | «Reality in Motion»                  | 4:12         |
| 12.                 | «Love/Paranoia»                      | 3:06         |
| 13.                 | «New Person, Same Old Mistakes»      | 6:02         |
| Общая длительность: | Общая длительность:                  | 51:06        |

## Чарты
| Чарт (2015)                      | Высшая позиция |
| -------------------------------- | -------------- |
| Австралия (ARIA)                 | 1              |
| Австрия (Ö3 Austria)             | 30             |
| Бельгия/Фландрия (Ultratop)      | 9              |
| Бельгия/Валлония (Ultratop)      | 14             |
| Дания (Hitlisten)                | 28             |
| Нидерланды (Album Top 100)       | 1              |
| Франция (SNEP)                   | 16             |
| Германия (Offizielle Top 100)    | 25             |
| Ирландия (IRMA)                  | 7              |
| Италия (Classifica album)        | 31             |
| Новая Зеландия (RMNZ)            | 7              |
| Норвегия (VG-lista)              | 11             |
| Португалия (AFP)                 | 4              |
| Испания (PROMUSICAE)             | 8              |
| Швеция (Sverigetopplistan)       | 34             |
| Швейцария (Schweizer Hitparade)  | 11             |
| Великобритания (UK Albums Chart) | 3              |
| США (Billboard 200)              | 4              |
| США (Billboard Top Rock Albums)  | 2              |

## Награды и номинации
| Год  | Организация       | Награда                      | Результат | Ссылка |
| ---- | ----------------- | ---------------------------- | --------- | ------ |
| 2015 | ARIA Music Awards | Альбом года                  | Победа    | [ 15 ] |
| 2015 | ARIA Music Awards | Лучший рок-альбом            | Победа    | [ 15 ] |
| 2016 | Grammy Awards     | Лучший альтернативный альбом | Номинация | [ 16 ] |

## Сертификации
| Регион | Сертификация  | Продажи   |
| --- | ------------- | --------- |
| Австралия (ARIA) | Платиновый    | 70 000^   |
| Канада (Music Canada) | Золотой       | 40 000    |
| Дания (IFPI Danmark) | Платиновый    | 20 000    |
| Франция (SNEP) | Золотой       | 50 000    |
| Италия (FIMI) | Золотой       | 25 000    |
| Нидерланды (NVPI) | Золотой       | 20 000    |
| Новая Зеландия (RMNZ) | 3× Платиновый | 45 000    |
| Польша (ZPAV) | Платиновый    | 20 000    |
| Великобритания (BPI) | Платиновый    | 300 000   |
| США (RIAA) | Платиновый    | 1 000 000 |
| ^ Данные о тиражах приведены только на основе сертификации. · Данные о продажах + прослушиваниях приведены только на основе сертификации. |               |           |